# Grand Prix de Denain 1993
La 35e édition du Grand Prix de Denain a eu lieu le 8 avril 1993. Elle a été remportée par l'Allemand Marcel Wüst.

## Classement final
Marcel Wüst remporte la course en parcourant les 196 kilomètres en 4 h 23 min 19 s à la vitesse moyenne de 44,661 km/h,.
| Classement final, | Classement final, | Classement final, | Classement final, | Classement final,  |
|                   | Coureur           | Pays              | Équipe            | Temps              |
| ----------------- | ----------------- | ----------------- | ----------------- | ------------------ |
| 1er               | Marcel Wüst       | Allemagne         | Novemail-Histor   | en 4 h 23 min 19 s |
| 2e                | Johan Capiot      | Belgique          | TVM-Bison Kit     | m.t                |
| 3e                | Michel Zanoli     | Pays-Bas          | Elro Snacks       | m.t                |
| 4e                | Jocelyn Jolidon   | Suisse            | Saxon-Breitex     | m.t                |
| 5e                | Jo Planckaert     | Belgique          | Novemail-Histor   | m.t                |
| 6e                | Michel Cornelisse | Pays-Bas          | La William        | m.t                |
| 7e                | Theo Akkermans    | Pays-Bas          | Elro Snacks       | m.t                |
| 8e                | François Simon    | France            | Castorama         | m.t                |
| 9e                | Thierry Marie     | France            | Festina-Lotus     | m.t                |
| 10e               | Jaan Kirsipuu     | Estonie           | Chazal            | m.t                |
| modifier          |                   |                   |                   |                    |